# Battaglia di Valls
La battaglia di Valls fu combattuta il 25 febbraio 1809 tra un'armata francese guidata dal generale Laurent de Gouvion-Saint-Cyr ed una spagnola guidata dal generale Theodor von Reding presso la città di Valls in Catalogna, nell'ambito della guerra d'indipendenza spagnola; la battaglia vide la disfatta degli spagnoli, terminata con la morte dello stesso von Reding.
Durante un'azione contro il generale Joseph Souham del 15 febbraio l'ala sinistra di Reding fu tagliata fuori dai rifornimenti; invece di contrattaccare, Reding decise di riunirsi alle unità mancanti, dividendo così il suo esercito: lasciando Tarragona con soli 2000 uomini, si riunì con unità spagnole a Santa Cristina e Santas Cruces raggiungendo infine le truppe tagliate fuori a Santa Coloma de Gramenet, con un totale di 20 000 soldati pronti a difendere Tarragona.
Dopo aver lasciato 4000 uomini a guardia di Igualada, Reding mosse decisamente verso il borgo di Valls; qui affrontò e sconfisse un debole distaccamento francese agli ordini di Souham, ma a causa della stanchezza dei suoi uomini decise per una sosta mentre la divisione franco-italiana Pino, agli ordini del generale Luigi Mazzucchelli, si ricongiungeva ai francesi in rotta per ordine di Saint-Cyr.
Nell'arco di tre ore i francesi si erano riorganizzati, mentre gli spagnoli avevano approntato una linea difensiva; ma di fronte all'impeto francese gli spagnoli volsero in fuga dopo le prime scariche, e l'unico contatto tra gli schieramenti si ebbe sull'ala sinistra (dove Reding, affrontando la cavalleria francese incluso il Reggimento Dragoni Napoleone, ricevette tre colpi di sciabola e fu ferito mortalmente).
Alla fine della battaglia gli spagnoli lasciarono sul terreno 3000 uomini tra morti, feriti e prigionieri.